# Ducat de Camiña
El ducat de Camiña és un títol nobiliari espanyola amb Grandesa d'Espanya de primera classe. Erigit originalment el 1619 per Felip III d'Espanya com un títol del regne de Portugal, durant el regnat de Felip IV va passar a ser un títol espanyol després de la independència de Portugal el 1640. Fa referència a la localitat portuguesa de Caminha i realment els seus estats estaven al regne de Portugal.
Va ser concedit com a títol del regne de Portugal, quan va ser erigit el 1619 per Felip III d'Espanya incloent-hi la vila i terres de la població de Caminha, a Portugal. No obstant això, segons José Berni, els seus orígens es remunten al títol de comte donat a Pedro Álvarez de Sotomayor el 1400 per part d'Alfons V de Portugal. Els primers ducs, membres del llinatge Meneses, van morir sense descendència i finalment a María Beatriz, que es va casar amb Pedro Portocarrero, comte de Medellín, i li va ser concedit –de fet erigit de nou– el 24 de desembre de 1641 la perpetuïtat del ducat de Camiña, pel que va passar a la casa dels comtes de Medellín, si bé Salazar diu que ella va ser la quarta duquessa i el llistat de la Fundació Casa Ducal de Medinaceli diu que va ser la tercera duquessa. Segons la Diputació de la Grandesa d'Espanya la nova concessió es va produir el 1660. La successió masculina es va esgotar al segle xviii, quan el ducat passa a Guillén Ramón de Moncada, marquès d'Aitona, a mitjans del segle xviii passà Fernández de Córdoba, de la Casa de Medinaceli, a través de Teresa de Moncada. I, a principis del segle xxi, a la Casa principesca de Hohenlohe-Langenburg.
|      | Titular                                     | Període   | Relació               |
| ---- | ------------------------------------------- | --------- | --------------------- |
| I    | Miguel de Meneses                           | 1619-1641 | Primer titular        |
| II   | Miguel de Meneses                           | 1641      | Fill de l'anterior    |
| III  | María Beatriz de Meneses                    | 1641-1668 | Germana de l'anterior |
| IV   | Pedro Damián Portocarrero                   | 1668-1704 | Fill de l'anterior    |
| V    | Luisa Feliciana Portocarrero                | 1704-1705 | Germana de l'anterior |
| VI   | Guillén Ramón de Moncada y Portocarrero     | 1705-1727 | Fill de l'anterior    |
| VII  | María Teresa de Moncada                     | 1727-1756 | Filla de l'anterior   |
| VIII | Pedro de Alcántara Fernández de Córdoba     | 1756-1789 | Fill de l'anterior    |
| IX   | Luis María Fernández de Córdoba             | 1789-1806 | Fill de l'anterior    |
| X    | Luis Joaquín Fernández de Córdoba           | 1806-1840 | Fill de l'anterior    |
| XI   | Luis Tomás Fernández de Córdoba             | 1840-1873 | Fill de l'anterior    |
| XII  | Luis María Fernández de Córdoba             | 1873-1879 | Fill de l'anterior    |
| XIII | Luis Jesús Ferández de Córdoba              | 1880-1956 | Fill de l'anterior    |
| XIV  | Victoria Eugenia Fernández de Córdoba       | 1956-2013 | Filla de l'anterior   |
| XV   | Victoria Elisabeth von Hohenlohe-Langenburg | 2018      | Besneta de l'anterior |